# 青春18×2 通往有你的旅程
《青春18×2 通往有你的旅程》是一部於2024年上映、日本與臺灣國際合作拍攝的青春愛情公路電影，改編自臺灣網路遊記《青春·18 x 2 日本慢車流浪記》，電影企劃曾入選2019年金馬創投會議，由藤井道人執導，並與林田浩川共同執筆劇本，張震擔任監製，許光漢與清原果耶主演。電影分別於2024年3月14日及5月3日在臺灣及日本正式上映，在臺灣上映兩週後成為國片年度票房冠軍，亦是2024上半年度唯一進入票房前十名的國片；在日本上映一個月後仍受到歡迎，特別在越南上映後成為當地史上最賣座的日本真人電影與臺灣電影。影評認為本片情節平淡簡單而細膩，導演與攝影將日本與台灣的氛圍與畫面做出對比並融合得宜，演員表演自然且靈動，呈現出一個純粹又帶有餘韻的故事。
劇情描述36歲的Jimmy看到18年前日本女孩Ami寄來的明信片後憶起初戀，決定獨自前往日本展開一段漫無目的旅行。他在沿途回憶起18歲時與Ami相識的青澀過往，並在旅途中遇見許多珍貴的人事物，從中審視自己、喚回人生與夢想的意義，最終來到Ami的家鄉。

## 劇情
36歲的遊戲公司JAM GAMES創辦人兼負責人Jimmy在董事會上被決議開除後，黯然地回到久違的臺南老家。Jimmy在房間的抽屜裡翻出一張18年前日本女孩Ami寄來的明信片，他憶起初戀往事，決定前往Ami的故鄉。Jimmy陪同多年好友兼同事阿龍及小張前往東京完成最後一次出差。翌日他展開日本獨旅，在沿途回想起18年前的青春時光。
18年前，Jimmy趁著高中考完學測的暑假來到神戶KTV打工。某天午後，來自日本的背包客Ami來到KTV應徵工作，老闆島田得知Ami因弄丟錢包欲尋求打工換宿，很快欣然地聘用了她。看到Ami在旅行沿途所畫的繪本後，Jimmy提議讓Ami重新繪製KTV的壁畫。一天Ami在繪製壁畫時，一名顧客在畫上擅自塗鴉，Jimmy看到後氣憤上前阻止卻反遭挨揍。事後Ami向Jimmy道謝，當他們被問到彼此的理想型，兩人都刻意回答與對方條件相反的答案。好友阿威將一切看在眼裡，將《情書》電影交換券送給Jimmy，鼓勵他主動追求Ami。他與Ami到二輪電影院全美戲院約會，Ami在看完電影後哭得很傷心。
某天Ami告知眾人自己即將回去日本，趕來的Jimmy問她是否是為了男朋友，她回答「可以這麼說」，當時不懂Ami這番答案背後含義的Jimmy難以接受。Jimmy爸爸看著兒子情緒低落的模樣，鼓勵他想做什麼就去做，不要讓自己後悔。想通的Jimmy約Ami去天燈節，完成她想放天燈的心願，兩人來到平溪十分老街，他們在天燈兩端寫下願望，約定彼此完成夢想後要再次見面，兩人在漫天天燈下相擁。
在日本旅行途中，Jimmy遇到了臺南同鄉的居酒屋老闆劉大哥、18歲的背包客幸次、以及網咖店員由紀子。最後，Jimmy抵達Ami的故鄉福島縣只見町，見到了她的媽媽裕子。他來到Ami的遺像前，揭露她已在多年前因心肌病逝世，之後裕子將Ami的繪本交給他。Ami想在有限的生命實踐環遊世界的夢想，於是她來到臺灣、遇見了Jimmy，相處中對他的好感日益增加，這更加堅定她想活下去的意志，於是決定回日本接受治療。Jimmy看著繪本裡的滿溢思念悲慟欲絕，這才明白Ami的感情。
18歲的Jimmy在暑假結束後北上求學，在大學認識同樣熱愛遊戲的阿龍，他們一路攜手實現遊戲開發的夢想。就在Jimmy成功製作出第一款遊戲，欣喜地與Ami聯繫，卻得來她的死訊。失去Ami的他頓失支柱與目標，整日麻木埋首於工作，隨著公司規模版圖擴大，反而虧損不斷，最終被一手創立的公司所背棄。Jimmy結束日本之旅後回到臺南，走過與Ami擁有共同回憶的地方，向她正式道別。

## 演員
- 許光漢飾演Jimmy
- 清原果耶飾演Ami

- 許光漢飾演Jimmy（日語：ジミー），本名林家銘，18歲在神戶KTV打工時認識了Ami。36歲時看到Ami在18年前寄來的明信片，決定前往日本旅行。導演藤井道人表示在選角時，希望橫跨18到36歲的Jimmy能由同一人飾演，而身邊的人一致推薦許光漢，實際見面後覺得他年輕與成熟兼具，有害羞的「溫柔大哥哥」的感覺。許光漢對於第一次參與完整的國際合作感到既興奮又緊張，在看劇本時便感受到青春和苦澀的氛圍[13][14]，他表示與日本演員們用日語對戲壓力相當大，不希望讓他們感到任何卡頓或不舒服，他將臺詞一字一句地背下來，並和翻譯老師學習正確發音，希望能更符合日本的道地語氣[8][15][16]。他自認與Jimmy很相似，並為角色設定了一點模糊感，呈現他在這18年間有些忐忑和不確定的心境，某些狀態和他本人頗為相似。再度詮釋高中生的他，在這次努力做出差異，演出不同年輕的心態[17][18][19]。他認為在經歷各種人生經驗後來看這部電影，更容易能產生共鳴[20]，他希望大家看過電影之後，回憶起過往的青春片段，並重拾力量和勇氣，像跟著Jimmy經歷一趟公路旅行，能夠有所成長、更坦然的面對自己[21][22][23]。
- 清原果耶飾演Ami（日語：アミ），本名佐久間亞美，18年前來到臺灣的日本背包客，夢想是邊畫畫邊環遊世界，因緣際會下到Jimmy兼職的神戶KTV打工換宿。清原果耶在接到演出邀約後覺得無論如何都要參與，在開拍前便相當興奮，國際合作對她來說是新的挑戰，她曾與導演藤井道人及製片前田浩子多次合作建立了信任感，相信自己能夠表現得很好[13][24][22]。Ami是一個活潑、開朗又直率的女孩，有別於她此前與藤井導演合作所詮釋的角色，她認為Ami的魅力在於能適切地表達自己的情感，這也是她受到周遭人們喜愛的原因[16][25]。她拍攝時的年紀與Ami相仿，但她認為演繹角色與年齡關係不大，反而能同理角色的思想自然地進行表演，並覺得Ami樂觀又充滿好奇心的特質與自己很相似[26][27]。清原果耶說這部作品對自己來說別具意義，還留有拍攝當時的感覺，在第一次觀看電影成品時，共感著角色的心情忍不住爆哭[28][29]。她在這部作品感受到許多自身真實的情感與Ami的情感相互連結的時刻，除了悲傷也有快樂和有趣的部分。她認為對Ami而言，無論是Jimmy、在臺灣遇見的人們，還是其他許多難以言喻的事情，都是非常珍貴的相遇[20][30][31]。

- 張孝全飾演劉大哥
- 道枝駿佑飾演幸次

- 張孝全飾演劉大哥（日語：リュウ），是Jimmy在旅途中停留的松本居酒屋老闆，帶Jimmy參觀松本。藤井導演表示非常喜歡張孝全主演的電影《女朋友。男朋友》，此次合作對他來說是很珍貴的回憶。張孝全曾與許光漢合作影集《罪夢者》，對於他當時的表現非常印象深刻，他表示這次合作拍攝時間雖然不長，但能從他的表演中感受到更「貼地寫實」的感覺[8]。許光漢表示看到張孝全就感到非常溫暖，與他對戲時非常放鬆，有一場戲的對話兩人幾乎沒有排練，像是真的在聊天一樣[32]。
- 道枝駿佑飾演幸次，是Jimmy在長野縣飯山線遇見的18歲背包客，和Jimmy一同打雪仗，並聽他述說關於《情書》的往事。道枝駿佑表示演出海外作品是他一直以來的夢想，能參與藤井導演的國際合作作品非常榮幸和高興。他透露拍攝時在電車上，劇組利用站與站移動之間、或停靠月臺時，在有限的時間裡依臨場判斷進行取材，他第一次挑戰這樣的拍攝方式，對他來說非常新鮮[33]。片中他與許光漢打雪仗的戲份，在拍攝當下兩人興奮及全神貫注地扔著雪球，他們因長時間站在雪中、冰水滲進了靴子裡，他說多虧了雪讓彼此跨越了語言障礙進行交流。他也提到電影裡許光漢騎乘摩托車的場面，聽說了許光漢很擅長騎車，他也想和Ami一樣坐在Jimmy的摩托車後座[34][35][36]。
- 黑木華飾演由紀子，是Jimmy在新潟縣長岡市停留的網咖店員，與Jimmy一同前往津南町的祭典放天燈。黑木華透露藤井導演在邀請她參演時，已構思好由紀子的角色造型，是她以往未嘗試過的形象，這讓她非常期待和興奮，也對多次合作的藤井導演充滿感謝。她透露最印象深刻的戲份是放天燈，感嘆真的好美，也讓她有實際到臺灣看看的念想[33]。

- 黑木華飾演由紀子
- 黑木瞳飾演裕子

- 黑木瞳飾演裕子，是Ami的媽媽，居住在福島縣只見町。監製張震在黑木瞳來臺參與金馬獎時向她提出邀約，她聽聞是與藤井導演合作後便欣然答應，促成這段特別的合作與緣分[37]。黑木瞳表示在第一次看完劇本時忍不住落淚，她非常喜歡藤井導演的所有作品，此次能實現與其合作的夢想感到非常高興，她認為導演的導戲方式相當細膩，讓她受益良多[33]。有一場Ami與媽媽爭執的戲份，黑木瞳貼心地親自錄下電話中媽媽的臺詞，讓清原果耶相當感動，覺得真的像在和媽媽對話一樣，非常幫助她入戲[38]。與黑木瞳有對手戲的許光漢，覺得她私下非常可愛親民，休息時黑木瞳原想使用翻譯軟體和他對話，但拍攝地點在偏僻的郊外，沒有網路只好作罷[32]。
- 松重豐飾演中里，是Ami從小在日本老家的鄰居，載Jimmy前往Ami家[33]。

其他參與演出有屈中恆飾演Jimmy爸爸、郁方飾演Jimmy媽媽、劉主平飾演Jimmy妹妹。北村豐晴飾演島田、廖慧珍飾演淑宜、陳姸霏飾演小婷、李冠毅飾演阿威，他們是Jimmy高三時在神戶KTV的打工夥伴。曾少宗飾演阿龍、洪群鈞飾演小張，他們是Jimmy在36歲時實現夢想路上的工作夥伴。山中崇飾演與Jimmy、阿龍和小張在東京應酬的日本公司代表。

## 製作

### 籌備
電影原著《青春·18 x 2 日本慢車流浪記》是藍狐於2014年使用青春18車票完成JR東日本鐵路之旅後，於同年發表在背包客棧的一篇遊記，他花費十年將該篇遊記重新改編為長篇小說，並於2024年正式出版。小說和電影的改編為分開進行，故事內容雖相似，但敘事方式和許多設定有不少差異。藍狐透露在遊記發表不久後，便收到希望授權改編為電影的邀約，電影公司曾找許多導演和編劇參與合作，卻發現遊記在嘗試加入新篇幅和不同元素後，反而失去了原有的味道，這成為他們改編過程中的最大難題，所幸一開始與他接觸的黃江豐、林育賢和張震，都有「達不到理想標準就不拍」的共識，同時電影公司也建議他將遊記改編成小說，但兩邊都遲遲沒有結果。經歷長達十年的電影改編旅程，離開作家身份與遊戲產業多年的藍狐已移居美國，而終於藤井導演搭上改編旅程的列車，他說藤井導演強大的說故事能力和執行力很快地抓住了故事核心，巧合的是導演當時也正值18×2的年紀。他能深刻感受到導演和電影團隊對原著的尊重，導演亦在電影中保留了他在寫遊記時的職業「遊戲設計師」，和身邊親友在現實生活中對他的稱呼「Jimmy」，以及女主角的名字「Ami」。
製片黃江豐在看完原著遊記後，被作者在36歲時回望青春的視角所吸引，決定買下電影改編版權，開始尋找多位臺灣導演與編劇開發劇本，經歷改編多個版本、重新找人砍掉重練，終於在2019年遇見來臺參與高雄電影節、對在臺灣拍攝有濃厚興趣的藤井道人，當時和原著主角同樣是36歲的藤井導演在讀完遊記後，兩人迅速取得共識，黃江豐提出希望能將18歲拍得很單純、很青春、很值得回望，而36歲則要相對成熟，藤井導演則將故事理解為「一顆曾經破碎的心的旅程」。原著中有大量對於JR鐵路線的描述，但JR公司卻鮮少核准電影拍攝，藤井導演的加入讓與JR合作化為可能，最後甚至成為本片在日本的投資方。開始與JR接洽後，先是從東京出發，在途經雪景的路線中提供數條可供拍攝的支線，藤井導演再親自前往場勘與感受，在互相協調下選擇與故事情境符合又允許拍攝的路線，此外JR亦提供包車與出借車廂以便劇組進行拍攝，這段合作機會在日本也是非常難得的。
曾執導《新聞記者》與《餘命10年》的藤井道人，首次的跨國合作拍攝便選擇臺灣，他表示因為自己的爺爺曾在臺南生活，從前聽爺爺描述當年種種後受其影響，便一直希望能來到臺灣拍電影。在拍攝本片與臺灣團隊及演員合作，感受到跨越語言、相互尊重和認真面對電影的態度，他的目標是拍出一部在亞洲和世界各地的人都能銘記在心的電影，並將這部作品視為導演生涯第二章的開端。曾獲得金馬獎影帝的張震，在本片首次擔任電影監製，對他來說國際拍攝是一次考驗與學習的機會，讓電影人在不同的工作和文化背景中產生更多交流。他表示自己很關注藤井導演的作品，相當欣賞其電影獨有的魅力，在拍攝過程中也對導演非常信任。藤井導演透露原有考慮請張震在片中客串一角，但張震希望能全力專注於監製的工作，故未參與演出。藤井導演形容這是一部回憶之旅的作品，他說變成大人之後，記憶會隨著成長的過程，在經歷各式各樣的事情之後漸漸消失，而這部電影呈現的是將這些回憶片段逐漸拼湊回來的旅程，希望能成為讓大家有所共鳴的作品。他不將這部電影歸類為「日本電影」或「臺灣電影」，而是抱持拍攝一部「亞洲電影」的想法來製作，希望這部作品能起到「消除邊界」的作用。
原著中Jimmy和Ami是在嘉義相識，但受藤井導演與臺南的深厚淵源影響，認為當地的古城風情與氛圍更符合電影風格，於是將故事舞臺改為臺南。藤井導演在改編時將原著的時間點1996至2014年，延至十年後的2006至2024年，甚至要求臺灣與日本都盡量邀請36歲左右的劇組人員，從服裝、造型、道具到場佈等都能有重回當年的感覺，希望創作出「一個屬於我們共同世代的故事」。黃江豐表示他起初僅想拍攝一部臺灣電影，然後到日本出外景，藤井導演加入後找了日本的投資方，劇組人員也成了臺灣與日本比例各半，美術、造型等都同時有一位臺灣人與日本人。他原想讓藤井導演與純臺灣劇組合作，但因檔期難以在兩地來回工作，最終選擇在拍攝時分別由日本與臺灣當地的劇組負責，後期也交由藤井導演長期合作的日本團隊擔任。故事在過去的臺灣與現在的日本來回切換，讓兩地劇組得以各自發揮所長與區分差異，不會有風格整合的問題。藤井導演在做人物設定時，從側面了解原著作者藍狐是個怎麼樣的人，並融入自身18到36歲的人生體會與創業經驗，來塑造男主角Jimmy的形象。而女主角Ami沒有因她是男主角的初戀加以美化，而是著重於她為何從日本來到臺灣、在臺灣做了哪些事情，並加上她喜愛繪畫的特長，從角色性格預想她的人生走向，讓細節更加豐富。
本片是一部以純愛包裝的公路電影，張震說藤井導演很細心的設計男主角Jimmy在旅途中「意外」遇見的人們，並在這些相遇中獲得體悟與改變，一步步推著Jimmy成長，觀眾也能從中反思自己的人生。張震透露選角是由藤井導演所提出，自己僅會給予建議。電影的臺灣版預告邀請導演徐漢強擔任剪輯，他自認與男主角Jimmy很像，曾把製作遊戲當做夢想，卻陰錯陽差地踏上電影之路。藤井導演認為片中的Jimmy就像是他的分身，他透露在36歲時遭遇許多人生的重大轉折，除了拍攝這部電影，其中他創立的電影公司BABEL LABEL因疫情影響經營不善而被併購，與片中36歲的Jimmy被自己創立的遊戲公司解僱的境遇相似。他表示在拍攝時將Jimmy的獨旅路線全假想走一遍，在電車上看著沿途風景，也讓他在忙碌的日常中停下來，回首重新檢視自己走過的路。

### 拍攝
電影於2023年3月在日本開始主體拍攝，同年4月至臺灣取景，5月正式殺青，後製期歷時半年。導演藤井道人特別感謝劇組在拍攝時能配合他習慣的日本工作模式，雖然有著文化和語言的隔閡，卻反而更能專注於溝通並一起把事情做好。與藤井導演多次合作的今村圭佑擔任本片攝影，在他的鏡頭下呈現日本與臺灣的四季景色及橫跨18年的歲月痕跡，其中也有向岩井俊二的經典電影作品《情書》致敬的雪景場面，描繪故事中的懷舊與感性。藤井導演希望能營造出原作所沒有的氛圍，因此參考了電影《游牧人生》的感覺，也看了許多臺灣的青春電影。導演與攝影在開拍前確認所有場次的色溫與鏡頭，以臺灣的橘色暖系調性、日本的藍色冷系調性呈現對比，從鏡頭、道具、服裝及妝造都特別設計許多細節，以區隔兩個年代與時空。此外，他們在兩條時間線的切換設計了連戲構圖來銜接，避免太多反覆的淡入和淡出手法。藤井導演表示為捕捉四季景色，先在3月逢季節轉換的日本拍攝，月初還在下雪、月底即櫻花綻放，能在短時間內拍到兩種景象，日本殺青後再轉往正逢夏天的臺灣拍攝。
監製張震表示拍攝初期曾到現場觀摩導演如何指導演員，在看過一兩次後，便非常放心地交給導演。他也透露在開拍前，用劇組公費提前將許光漢送到日本一週學習日語，沒想到之後他因日語講得很流利需要做出調整。劇本是以日語翻譯成臺詞，張震與許光漢會一同討論Jimmy的講話方式、用字、語調等，在原意不變的前提下將臺詞修正得更生活化。張震認為許光漢在他眼裡是個非常直白的陽光大男孩，與角色非常貼近，許多事情只要稍微提點，他就能做出許多變化，看他的表演覺得非常驚喜和過癮。他也表示初次看到清原果耶的表演，認為她的表情和眼神非常厲害，眼睛像是會說話一樣。藤井導演認為身為主演的許光漢在不熟悉的日本環境下，需承受與平時不同的壓力來進行表演，但他覺得許光漢相當隨和與堅持，他曾和導演說：「只要導演不滿意，我願意一直重來，請不要顧慮我」。而他稱讚清原果耶的哭戲收放自如，上一秒還和大家打鬧，下一秒說哭就哭，哭完擦乾眼淚、緩解一下又回到輕鬆狀態。
清原果耶表示初見許光漢便感受到他的明星氣場，透露剛開拍時他會積極地主動和她溝通，覺得他非常溫柔紳士、細心又會照顧他人，讓她感到非常溫暖和放心，無論是許光漢還是Jimmy，對她和Ami來說都是很重要的存在。許光漢透露與清原果耶初次對戲時，感受到她是具有共感和共情力、非常厲害的演員，成功支撐起角色厚度，和她一起拍攝非常安心，在她與合作後，稱讚她擁有成熟的靈魂，認為她無論在應對或專業的演技表現，都不像一位21歲的女孩，讓他相當佩服。電影中Ami比Jimmy大4歲，而現實中許光漢比清原果耶大12歲，清原果耶起初有為了營造年齡差思考如何演出年上感，但在看到18歲Jimmy的模樣後，便自然而然能地以Ami與Jimmy互動。
電影的主要拍攝地臺南，是Jimmy和Ami初次相遇的地方，片中許光漢騎乘復古摩托車載著清原果耶穿梭於臺南街道，為呈現兩人的青澀曖昧，乘坐時不能太親密也不能太有距離，要有剛好的甜蜜浪漫感。在現實中沒有乘坐摩托車經驗的清原果耶，在拍攝前原本很緊張，但許光漢給予的安全感讓她快速適應，之後她每次坐上摩托車時都感到興奮與新鮮。拍攝時他們吃足苦頭，凌晨身著短袖在大橋上來回騎乘不停吹風，另一天拍了長達9小時的騎車戲，許光漢在烈日下臉頰和手臂都被曬得通紅。另一場許光漢騎車載著清原果耶經過武聖夜市的戲份，藤井導演親自乘坐摩托車了解夜市的動線和節奏，並邀請現場的攤販和路人一同參與拍攝。片中Jimmy帶Ami前往高雄大崗山觀景臺看夜景，是藤井導演親自挑選欣賞夜景的首選之地。Jimmy和Ami相約放天燈的場面，許光漢和清原果耶在現場寫了數十顆天燈，他透露在放天燈時遇到怪風，從晚上拍攝到將近天亮才收工。
電影加入許多符合故事背景的復古元素，如Jimmy和Ami打工的「神戶KTV」，場景從外觀到內部擺設都相當講究。片中Ami在KTV外部繪製的壁畫，實際是出自於藤井導演的姊姊、繪本作家吉田瑠美之手，Ami的素描本、房間裡的畫作等亦均由她所繪製。另外Ami在KTV借宿的小房間，原本是佈滿灰塵的倉庫，為了能舒適居住做了許多變動，讓整體氛圍變得更加可愛。許光漢表示最印象深刻的即是在KTV的拍攝時光，由於該場景戲份為集中拍攝，因此被視為大魔王場次，但演員們的默契和適應力都很好，他說大家在一起很歡樂，很像在那裡一起生活，不像拍戲。許光漢和清原果耶會互相教彼此的語言來進行溝通，他也會在拍攝空檔帶她到附近逛逛、品嚐臺灣小吃，並透露她最愛的早餐是台式蛋餅。此外，劇組還前往全臺獨有手繪海報的臺南全美戲院拍攝，清原果耶驚嘆在日本沒見過這樣「復古又浪漫」的電影院。
日本拍攝部分，片中Jimmy前往動畫《灌籃高手》知名場景鎌倉高校前朝聖，戲外也身為該作品粉絲的許光漢形容像是「出差兼旅遊」。Jimmy與幸次在飯山線的火車上相遇，一同見證火車駛出隧道後一片雪白的夢幻絕景。藤井導演說在拍攝時彷彿跟著Jimmy一同進入雪國，感覺像在拍紀錄片，許光漢也覺得在日本拍攝的過程很像公路旅行，一切都很自然和真實，片中他和道枝駿佑互相道別的戲份，在實際拍完後兩人也隨著火車駛離說了再見，他形容像是行為記錄，沈浸式地體驗Jimmy的人生。
電影於臺灣與日本多地取景，臺灣部分主要於臺南市、高雄市、雲林縣及新北市取景。日本部分則是Jimmy搭乘JR東日本鐵路行經飯山線及只見線等鐵路線，沿途遊覽神奈川縣、長野縣、新潟縣、福島縣等多個景點。電影公司亦與旅遊公司Klook及JR東日本合作，獨家推出JR東日本鐵路之旅周遊券，讓觀眾能踩點電影中Jimmy走過的旅途場景。

### 音樂
電影主題曲為日本樂團Mr.Children演唱的記憶的旅人，藤井導演表示Mr.Children是他從十幾歲開始經常聆聽和崇拜的樂團，而這部他視為導演生涯第二序章的作品，他認為一定要邀請他們來演唱主題曲。主題曲在劇本創作階段開始製作，藤井導演透露在拍攝時經常聽這首歌，他覺得歌詞深刻捕捉到作品欲傳達的概念，成為他在創作上堅定的核心，主題曲非Mr.Children莫屬。主唱櫻井和壽表示他從電影的開頭到結尾都感受到不斷湧現的深刻情懷與溫暖，認為此次合作要極力排除所有雜質，盡可能純粹以音樂呈現，並表示很開心及感激有機會能參與這部作品。〈記憶的旅人〉於2024年5月3日日本上映當日在各大音樂平臺正式上線。電影插曲為臺灣樂團五月天演唱的志明與春嬌，藤井導演表示自己在以前就有聽過五月天的歌曲，他以前的臺灣人助理曾向他推薦「Mayday就像臺灣的Mr.Children」，因此在本片使用了五月天的歌曲。電影配樂由日本作曲家大間間昂操刀，電影原聲帶於2024年5月1日在日本正式發行，收錄其為電影量身打造的32首配樂。
| 曲序     | 曲目                | 时长  |
| -------- | ------------------- | ----- |
| 1.       | Opening -台北-（）  | 1:09  |
| 2.       | 青春18×2 ~追憶~（） | 3:20  |
| 3.       | 啟程（）            | 1:22  |
| 4.       | 18年前（）          | 1:46  |
| 5.       | 神戶KTV（）         | 1:24  |
| 6.       | 相遇（）            | 1:00  |
| 7.       | 鎌倉（）            | 1:34  |
| 8.       | 長野（）            | 0:55  |
| 9.       | 大繁榮（）          | 0:38  |
| 10.      | 繪本（）            | 0:55  |
| 11.      | 兩人座（）          | 1:46  |
| 12.      | Jimmy的夢想（）     | 2:35  |
| 13.      | 北上（）            | 0:38  |
| 14.      | 雪國（）            | 0:48  |
| 15.      | 下車（）            | 0:47  |
| 16.      | 電影票（）          | 0:44  |
| 17.      | 約會（）            | 1:51  |
| 18.      | 雪球大戰（）        | 0:54  |
| 19.      | 明天見（）          | 2:07  |
| 20.      | 相遇與告別（）      | 1:25  |
| 21.      | 傷心（）            | 0:45  |
| 22.      | 壁畫（）            | 2:16  |
| 23.      | 朝日（）            | 0:50  |
| 24.      | 放天燈（）          | 2:45  |
| 25.      | 兩人的約定（）      | 2:24  |
| 26.      | Ami的告別（）       | 0:39  |
| 27.      | 旅途的目的地（）    | 1:02  |
| 28.      | Ami的房間（）       | 1:54  |
| 29.      | 青春18×2 ~情書~（） | 10:18 |
| 30.      | 時間的流動（）      | 1:49  |
| 31.      | 給Ami（）           | 3:22  |
| 32.      | 永不結束的旅行（）  | 2:59  |
| 总时长： | 总时长：            | 59:00 |

## 發行

### 臺灣
2023年10月30日片方宣布電影於2024年3月14日白色情人節在臺灣正式上映，並公開臺灣版前導預告及海報。2024年1月25日發布臺灣版正式預告及正式海報。同年2月14日於臺北國賓大戲院舉行「情人節搶先全球場」進行電影全球首映。同月21日發布主題曲預告，同日於臺北威秀影城TITAN SCREEN廳舉行媒體試片會。電影於臺灣正式上映前舉行「青春18歲免費搶先看場」，限定包含18歲以下觀眾參與，分別於3月4日於臺北長春國賓影城、5日於桃園威尼斯影城、6日於臺中新光影城、臺南國賓影城及高雄SKM Park國賓影城舉行。8日發布首支電影花絮「旅程進行中」，同日演員許光漢、曾少宗、陳姸霏、李冠毅出席電影記者會。同月舉行「搶先口碑見面場」，9日前往臺南，演員許光漢及陳姸霏出席映後活動；10日前往臺中及臺北，演員許光漢及李冠毅出席映後活動。當月1日起搶先口碑場於各大影城開賣，多家舉行活動的影城在開賣前的3小時即出現排隊人潮，開賣後售票口大排長龍，多家影城官網則有上千人瞬間湧入搶票，造成網站當機癱瘓，其中臺北in89豪華影城及臺中文心秀泰影城近千張電影票全數售罄。
3月13日導演藤井道人、主演清原果耶來臺與監製張震、主演許光漢一同出席於臺北舉行的電影記者會，同日於信義威秀舉行電影首映會，參與演出的演員屈中恆、郁方、曾少宗、廖慧珍、陳姸霏、李冠毅均出席活動。同月14日電影正式上映，陸續舉行「影人出席映後場」，同日於臺北舉行，導演藤井道人、監製張震、主演許光漢及清原果耶出席活動；15日於臺北舉行，監製張震、演員許光漢及陳姸霏出席活動；16日前往高雄，演員許光漢及曾少宗出席活動；17日於臺北，演員許光漢及李冠毅出席，監製黃江豐亦到場參與活動。20日釋出花絮「即將進站：神戶 KTV」及首映會現場活動花絮。23日分別於臺北微風影城及誠品電影院舉行「青春 18 旅遊通票場」及「情書影迷場」，當日分別攜帶JR東日本推出的青春18旅遊通票、日本電影《情書》的海報、DVD、票根等相關物品，即可免費入場觀影。4月5日釋出花絮「拍攝旅程篇」。同月13日分別於臺北誠品電影院及臺南全美戲院舉行「《情書》×《青春18x2通往有你的旅程》一日限定連映場」，當日亦是Jimmy和Ami於全美戲院拍攝的日期，購買該活動限定票根特典即可於當日連續觀賞1995年經典電影《情書》與本片，這是《情書》繼2016年二十週年重映後，再度於大螢幕限定放映。27日於喜樂時代影城高雄總圖店舉行「Jimmy 的旅遊寫真手札 - 高雄特別場」。5月5日於臺北in89豪華影城舉行「影人同款電影 T 特別場」，購買該場次套票即可獲得限定電影T-Shirt。同月10至17日分別於臺北喜樂時代影城南港店、高雄喜樂時代影城高雄總圖店舉行「日本初上陸明信片特典場」，購買該場次套票可獲得限定明信片套組。臺南市政府於9月4日推出電影「追劇地圖」，當日起可在臺南各大服務中心及區公所提供民眾免費索取，亦可至臺南旅遊網線上下載。11月12、16日電影以金馬獎入圍影片於2024年金馬影展進行放映，其中導演藤井道人於16日出席活動。12月31日在臺南全美戲院進行最後放映，於全臺正式下檔，放映天數長達292天，為2024年上映天數最長的國片。
電影於臺灣正式上映前，舉行電影「劇照展」進行預熱宣傳，2024年3月1日至31日在臺南全美戲院展出，該戲院是電影中相當重要的場景，展覽中展出許多此前未曝光的Jimmy和Ami甜蜜互動的劇照，以及18歲Jimmy的生活物品，包括學測准考證、電影《情書》交換券、日記本及打工制服等，其後展期延長至4月30日。歷史悠久的全美戲院在轉型二輪戲院多年後，暌違55年以首輪戲院上映本片，2024年臺北電影獎卓越貢獻獎得主、電影看板畫師顏振發亦為電影特別親手繪製海報看板。同月1日至21日期間於臺北光點華山電影館影像穿廊展出，展覽中有一整面還原片中36歲Jimmy搭乘的日本電車車廂外型的劇照牆，該電影館亦於同年2月29日起限量預售電影獨家套票組。同年2月28日至3月10日期間在臺南舉行的「2024年台灣燈會」美食市集展示劇照牆。

### 日本
2023年10月7日片方宣布電影於2024年5月在日本正式上映，並公開超特報映像。同年12月20日公開日本版特報映像及海報。2024年1月25日宣布電影於同年5月3日在日本正式上映，並公開電影演出卡司及日本版主預告。同年3月8日發布日本版正式海報。同月18日於日本舉行首場媒體活動，演員清原果耶、道枝駿佑、黑木華、黑木瞳出席，並在線上與觀眾直播互動。27日主演許光漢前往日本東京與清原果耶、導演藤井道人出席電影記者發佈會及特別放映活動。4月18日公開第一波特別映像「兩人的戀愛模樣」。同月22日公開第二波特別映像主題曲「記憶的旅人」。5月1日電影正式上映前，獲得日本電影網站「MOVIE WALKER」的期待度與預售票榜之雙料冠軍，為臺灣電影首例。同月3日電影於日本正式上映，演員許光漢、清原果耶、道枝駿佑、黑木華及導演藤井道人出席公開紀念舞臺活動，並舉行「很想見他映前連線場」，演員在日本映前現場與當地200多個影廳、臺灣臺北、臺中、臺南及高雄等5間威秀影城之觀眾進行跨海同步連線互動。4日主演許光漢與清原果耶出席公開紀念舞臺活動。上映當日，日本發行電影公式寫真集，收錄由攝影今村圭佑和劇照師江毓軒所拍攝的劇照作品。5日日本公開第三波特別製作映像。7日獲得日本最大電影評論網站「Filmarks」5月第一週上映電影首日滿意度排名冠軍。18日日本公開第四波特別製作映像。7月5日主演清原果耶與導演藤井道人出席於日本日比谷東寶電影院舉行的長期上映感謝舞臺問候活動。同月11日於日本電影評論網站「Filmarks」公開的2024上半年電影滿意度排行榜TOP10，以4.05顆星獲得第9名，共17,327人參與評分。10月18、19、21、22日於日本鐮倉舉行的「鐮倉世界電影週」放映。10月25日於日本東京舉行的「臺灣電影週」放映。2025年8月22日Blu-ray＆DVD於日本正式發行。
電影於日本正式上映前，2024年4月26日至5月12日在東京六本木蔦屋書店二樓，舉行上映紀念海報展。5月3日至6月3日在誠品生活日本橋店舉行「上映紀念展覽活動」。許光漢與清原果耶錄製電影宣傳廣播，於電影上映後在JR東日本列車播放。在會津若松市電影委員會的配合下，使福島縣只見町成為電影的取景地之一，鎮上分別於JR只見線只見站、稻波川上的黑澤橋、蒲生地區的丸正商店、鹽澤地區的私人住宅等地設置廣告牌，向居民及遊客介紹電影拍攝場景。

### 其他
2024年3月29、31日電影於第48屆香港國際電影節放映，主演許光漢及清原果耶出席29日的映後活動。同年4月4日於香港及澳門上映；10日於新加坡、馬來西亞及汶萊上映；12日於越南上映。27日於第26屆義大利遠東影展放映，吸引上千名觀眾進場，四層樓影廳座無虛席。5月8日於柬埔寨上映。同月20日於中國上映，片名改為《錯過你的那些年》，後提前至19日上映。22日於南韓上映，主演許光漢與清原果耶、導演藤井道人於24至26日前往韓國出席記者會及舞臺問候活動，舞臺問候場次啟售一小時內即全數售罄。5月18日、6月2、28日電影於「emu Cinema」星光電影節放映。5月28、29日電影在德國舉行的日本連結影展開幕式放映。6月20日於泰國上映。7月21日起電影於第23屆紐約亞洲電影節放映。同月23日於韓國舉行的「臺灣電影週」放映。7月26日至9月6日期間電影於澳洲台灣影展放映。8月2日電影於Netflix獨家上線。9月28日於泰國曼谷舉行的「臺灣電影週」放映。同月29日於波士頓舉行的第6屆波士頓臺灣影展放映，導演藤井道人出席映後座談。

## 迴響

### 票房
臺灣上映首日票房為770萬，空降全臺票房冠軍。上映四天首週末票房近2,800萬，為新片票房冠軍，全臺突破10萬觀影人次。上映第二週，全臺票房為4,500萬，成為2024年國片票房冠軍。4月1日票房為5,700萬，全臺突破20萬觀影人次；5月2日票房為7,300萬。6月14日全球票房突破5億新臺幣。7月3日票房為7,572萬，為2024上半年度唯一進入票房前十名的國片。日本於5月3日上映首週票房為1.7億日圓；同月19日票房為4.2億日圓，突破30萬觀影人次；6月9日票房為6.2億日圓，突破44萬觀影人次；7月7日票房為6.8億日圓，突破48萬觀影人次。5月4日電影在全亞洲突破75萬觀影人次；14日全亞洲突破100萬觀影人次；其後於韓國上映之際，全亞洲突破200萬觀影人次；6月7日全亞洲突破270萬觀影人次。7月5日日本突破50萬觀影人次，全亞洲突破280萬觀影人次、票房突破26億日圓。
越南於4月12日正式上映前於同月5日起進行特別放映，並登上當週票房冠軍，當地正式上映後，票房於同月21日突破321億越南盾，上映十天突破30萬觀影人次，成為越南有史以來票房最高的日本真人電影與臺灣電影。韓國上映首週末累積74,663觀影人次，累積票房為72萬美元。

### 串流
電影於Netflix上線後進入每日排行TOP10榜單，最高名次分別於臺灣及香港獲得第二名、日本獲得第四名、越南獲得第五名。

### 評價
《雀雀看電影》的雀雀認為本片充分對經典電影《情書》致敬，也有藤井導演一貫拿手的浪漫風格，電影鋪陳穩健，敘事在18年的前後交錯呈現多種青春的迷人樣貌，許光漢與清原果耶的表演同頻同類，為電影「添上足夠細膩的血肉」，兩人自然漸生的情愫，讓觀眾在過程中有自然寫實的帶入感；她認為再度飾演臺南人和高中生的許光漢，為各種青春男孩分別塑造了可識別的樣貌令人驚喜。《nippon.com 日本網》的稻垣貴俊認為本片的根基簡單而細膩，攝影今村圭佑的鏡頭拿捏得當，將臺灣的風景呈現得充滿張力，他認為許光漢的表演牽引著電影的整體氛圍，成功詮釋不同年齡階段朝氣蓬勃或寡言陰鬱的Jimmy。《老爹談影》認為本片情節看似平淡，卻充滿餘韻，許光漢演繹Jimmy在年輕時期稜角分明，又能承接其中年時期的書生氣息，清原果耶讓他想起90年代日劇的純情氛圍，早熟又帶有幾分羞澀感；他認為電影畫面唯美純淨、構圖精準，很久沒看到這麼純樸、情緒又不會太過刻意的純愛作品。《琅琅悅讀》的朱哲輝（Alan）認為本片充滿許多經典懷舊與賣座元素，可看出藤井導演謹慎地處理並融合日本與臺灣的風格與美學調性；許光漢在兩種年齡的轉換，氣質神態和外型舉止都貼切自然，清原果耶清純可愛、感傷壓抑、揪心落淚的演出相當細膩動人，兩人的CP感和實際年齡差在片中都感受不到違和感。《南華早報》的James Marsh認為在現今充斥著複雜高概念故事的時代，這個講述青年探索初戀家鄉的故事出乎意料的成功，但觀眾能在短時間推測出Ami的真正動機，這導致劇情失去驚喜。

### 獎項
| 單位                  | 日期           | 獎項                 | 入圍者／作品              | 結果 | 參              |
| --------------------- | -------------- | -------------------- | ------------------------- | ---- | --------------- |
| 第26屆義大利遠東影展  | 2024年5月2日   | 主競賽單元           | 主競賽單元                | 提名 | [ 182 ] [ 183 ] |
| 2024年台北電影獎      | 2024年7月6日   | 最佳預告片           | 徐漢強                    | 提名 | [ 184 ] [ 185 ] |
| 第61屆金馬獎          | 2024年11月23日 | 最佳攝影             | 今村圭祐                  | 提名 | [ 186 ]         |
| 第61屆金馬獎          | 2024年11月23日 | 最佳原創電影音樂     | 大間間昂                  | 提名 | [ 186 ]         |
| 第61屆金馬獎          | 2024年11月23日 | 最佳原創電影歌曲     | Mr.Children〈記憶的旅人〉 | 提名 | [ 186 ]         |
| 第61屆金馬獎          | 2024年11月23日 | 最佳改編劇本         | 藤井道人、林田浩川        | 提名 | [ 186 ]         |
| 第49屆報知電影獎      | 2024年11月25日 | 導演賞               | 藤井道人                  | 提名 | [ 187 ]         |
| 第49屆報知電影獎      | 2024年11月25日 | 主演女優賞           | 清原果耶                  | 提名 | [ 187 ]         |
| 第49屆報知電影獎      | 2024年11月25日 | 助演女優賞           | 黑木華                    | 提名 | [ 187 ]         |
| Filmarks Awards 2024  | 2024年12月26日 | 國內電影部門優秀賞   | 國內電影部門優秀賞        | 獲獎 | [ 188 ] [ 189 ] |
| Filmarks Awards 2024  | 2024年12月26日 | 創作者部門導演Fan!賞 | 藤井道人                  | 獲獎 | [ 188 ] [ 189 ] |
| 第67屆藍絲帶獎        | 2025年2月12日  | 導演賞               | 藤井道人                  | 提名 | [ 190 ]         |
| 第6屆台灣影評人協會獎 | 2025年3月      | 最佳男演員           | 許光漢                    | 提名 | [ 191 ] [ 192 ] |

## 跨界合作

### 遊戲聯動
臺灣獨立遊戲工作室SIGONO於2024年3月3日宣布授權旗下開發《OPUS系列》遊戲與電影進行特別聯動合作，並於同日公開聯動海報。SIGONO除了授權遊戲IP，亦協助製作遊戲開發畫面作為電影素材，並擔任劇情提供顧問。SIGONO的創辦人李思毅（Brian Lee）透露他與電影原著作者藍狐（Jimmy Lai）是遊戲公司的前同事和多年好友，他表示藍狐在遊記欲改編為電影時，便主動找他合作，希望他能提供遊戲製作的經歷，增添劇本的真實度與深度，SIGONO授權的遊戲在片中為男主角Jimmy所設計，Brian亦是Jimmy的原型人物之一。故事中融合許多藍狐與Brian的共同回憶，片中Jimmy與大學同學阿龍相識，因喜愛電動開始一同製作遊戲，這來自於他們的真實經歷，兩人在畢業後共同創立遊戲公司，並創作了《OPUS系列》遊戲。他表示電影在某部分忠實還原了《OPUS系列》其中一個作品欲訴說的情感，很高興藤井導演非常尊重授權方的創作。

### 衍生漫畫
電影公司與線上漫畫平台「GO原漫基地」推出跨界合作計畫《青春18x2：重返最初的悸動》，由五位漫畫家延伸創作五篇短篇漫畫，於2024年3月19日至5月7日期間於該漫畫平臺連載。

## 外部連結
- 映画『青春18×2 君へと続く道』公式サイト （日語）
- 青春18×2 君へと続く道的Instagram帳戶 （日語）
- 青春18x2 通往有你的旅程的Instagram帳戶 （繁體中文）
- 青春18×2 通往有你的旅程的Facebook專頁 （繁體中文）
- 青春18×2 通往有你的旅程的X（前Twitter） （日語）
- 互联网电影数据库（IMDb）上《青春18×2 通往有你的旅程》的资料（英文）
- 台灣電影網上《青春18×2 通往有你的旅程》的資料（繁體中文）
- 開眼電影網上《青春18×2 通往有你的旅程》的資料（繁體中文）
- 青春18×2 通往有你的旅程 - KINENOTE （日語）
- 電影原著作者 藍狐的個人創作網站 （页面存档备份，存于） （繁體中文）